# Trichomonascus petasosporus
Trichomonascus petasosporus är en svampart som beskrevs av Kurtzman 2004. Trichomonascus petasosporus ingår i släktet Trichomonascus och familjen Trichomonascaceae.   Inga underarter finns listade i Catalogue of Life.